# Bruno Lindner
Martin Traugott Bruno Lindner (* 25. Oktober 1853 in Leipzig; † 20. Mai 1930 in Dresden) war ein deutscher Indologe.

## Leben
Bruno Lindner stammte aus einer Gelehrtenfamilie, denn schon sein Vater Wilhelm Bruno Lindner und sein Großvater Friedrich Wilhelm Lindner waren Professoren an der Universität Leipzig gewesen. Bruno Lindner studierte vom Wintersemester 1871/72 bis zum Sommersemester 1873 an der Universität Leipzig Philologie.
Vom Wintersemester 1878/79 bis zum Sommersemester 1887 lehrte er als Privatdozent persische und indische Philologie. Vom Wintersemester 1887/88 bis zum Wintersemester 1918/19 war er außerordentlicher Professor an der Universität Leipzig.
Er wohnte bis 1887 in seinem Elternhaus in der Lindenstraße 8 in Leipzig, von 1887 bis 1890 in der Inselstraße 10 und von 1890 bis 1901 in der Egelstraße 8. 1901 zog er nach Gaschwitz und 1913 wieder zurück nach Leipzig in die Südstraße 33 (heute Karl-Liebknecht-Straße).

## Werke
- Altindische Nominalbildung. Nach den Samhitâs dargestellt. Jena: Costenoble, 1878 (Digitalisat: archive.org)
- Die Dîkshâ oder die Weihe für das Somaopfer. (Çatapatha-Brâhmaṇa III., 1, 1-2, 2.) Habilitationsschrift, durch welche … zu seiner … Probevorlesung: Zur Charakteristik der Brâhmaṇas einladet Dr. B. Lindner. Leipzig, 1878 (Digitalisat)
- Die iranische Flutsage, in: Festgruss an Rudolf v. Roth z. Doktor-Jubiläum Stuttgart 1893.

als Herausgeber und Übersetzer:
- Das Kaushîtaki Brâhmaṇa. Jena: Costenoble, 1887 (archive.org)